# Jean Robin
Jean Robin (Párizs, 1550. – Párizs, 1629. április 25.) francia botanikus. Botanikai szakmunkákban nevének rövidítése: „J.Robin”.

## Élete
Jean Robin (régiesen magyarul Robin János) 1550-ben született a francia fővárosban Párizsban. A III. Henrik,  IV. Henrik és XIII. Lajos korában élt botanikus létrehozott egy arborétumot Párizsban, a Notre-Dame keleti csúcsánál.
Robin itt, a királyi arborétumban ültetett el Európában először néhány olyan egzotikus növényt is, mint például a hibiszkuszt és az Európában eddig ismeretlen akácot is amelynek csemetéjét Pennsylvaniából hozta a párizsi királyi füvészkertbe, és amelyet később Linné róla nevezett el Robinia-nak (mai tudományos neve Robinia pseudoacacia).
Jean Robin közzétett egy katalógust is Catalogus Stirpium címmel, amelyben 1300 faj szerepelt.
Fia, Vespasien Robin (1579-1662) szintén botanikus lett és egyben apja asszisztense és utódja is.

## Főbb művei
- Catalogus Stirpium  (Párizs, 1601)
- IV. Henrik kertje, 1608
- XIII. Lajos kertje, 1623